# Liv Hovde
Liv Hovde (North Oaks, 25 de octubre de 2005) es una tenista estadounidense.

## Carrera

### Junior
Hovde obtuvo el tercer lugar en el ranking junior de 2022, cuando llegó a semifinales del Australian Open, a cuartos de final de Roland Garros y ganó Wimbledon, al derrotar a Luca Udvardy en la final.

### Profesional
Hovde tuvo su debut en el WTA Tour y en el WTA 1000 en Indian Wells 2024. En primera ronda perdió contra Lesia Tsurenko.
Debutó en Grand Slam en el US Open 2024. En el torneo perdió en primera ronda contra Nastasja Schunk. 